# Raduhovce
Raduhovce (Servisch cyrillisch Радуховце) is een plaats in de Servische gemeente Tutin. De plaats telt 402 inwoners (2002).